# Лукас Веласкес, Эухенио
Эухе́нио Лу́кас Вела́скес (исп. Eugenio Lucas Velázquez; 9 февраля 1817, Алькала-де-Энарес, Испания — 11 сентября 1870, Мадрид, Испания) — испанский художник-романтик.

## Биография
Эухенио Лукас Веласкес родился в семье среднего класса в Алькала-де-Энарес в 1817 году. Закончил художественную Академию Сан-Фернандо. Учился у Хосе Мадрасо и Агуд. Путешествовал по Италии, Франции, Марокко. В 1851 был назначен придворным живописцем Изабеллы II. В 1855 выставлял свои работы на Всемирной выставке в Париже. В Париже он попал под влияние Делакруа. У него было четверо детей. Его сын — художник Эухенио Лукас Вильяамиль (1858—1918).

## Творчество
Манера художника сложилась под воздействием Веласкеса, Мурильо и Гойи. Он — автор портретов, пейзажей, гротескно-фантастических сцен. Ряд его работ долгое время приписывались Гойе.

## Наследие
Пять работ Лукаса Веласкеса представлены в музее Прадо, три — в Лувре.

## Работы

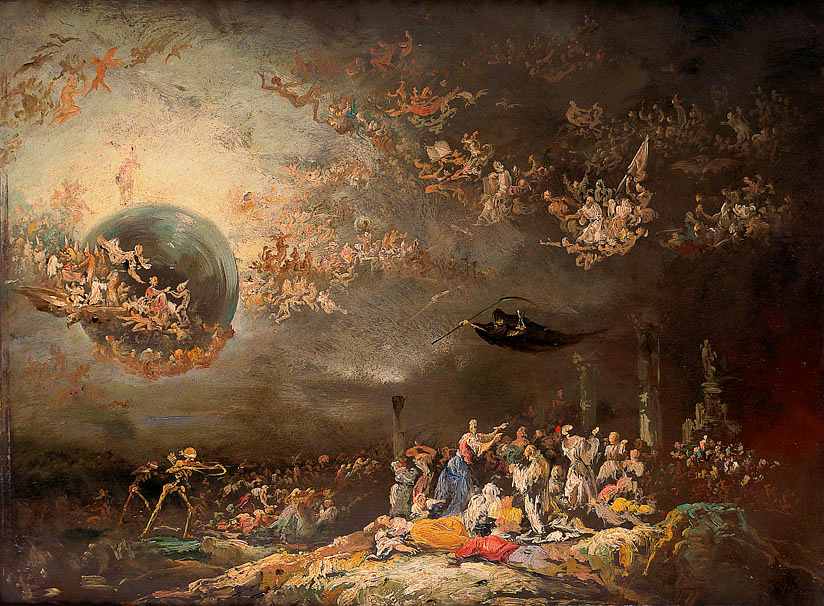
Страшный суд
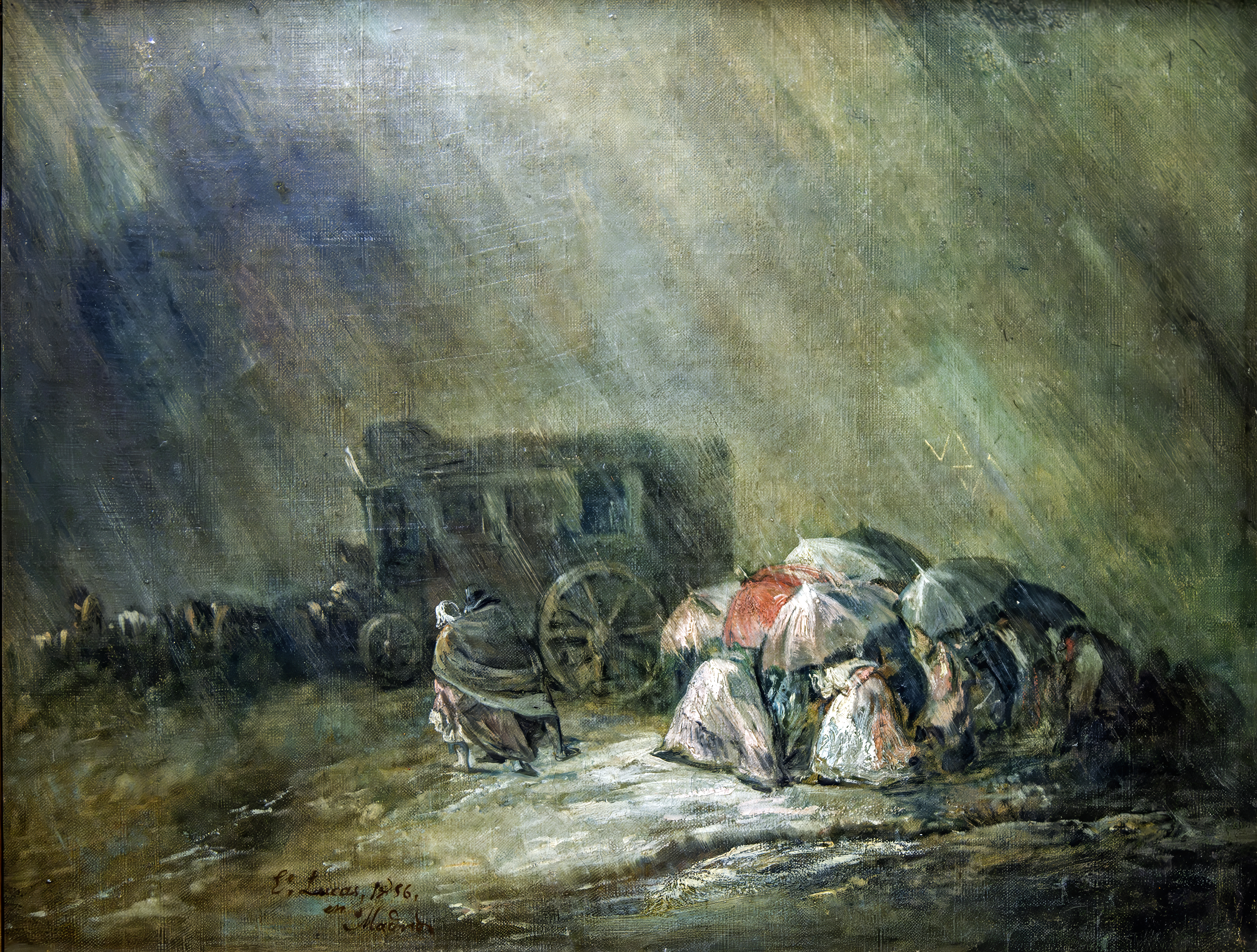
Дилижанс в грозу, 1854
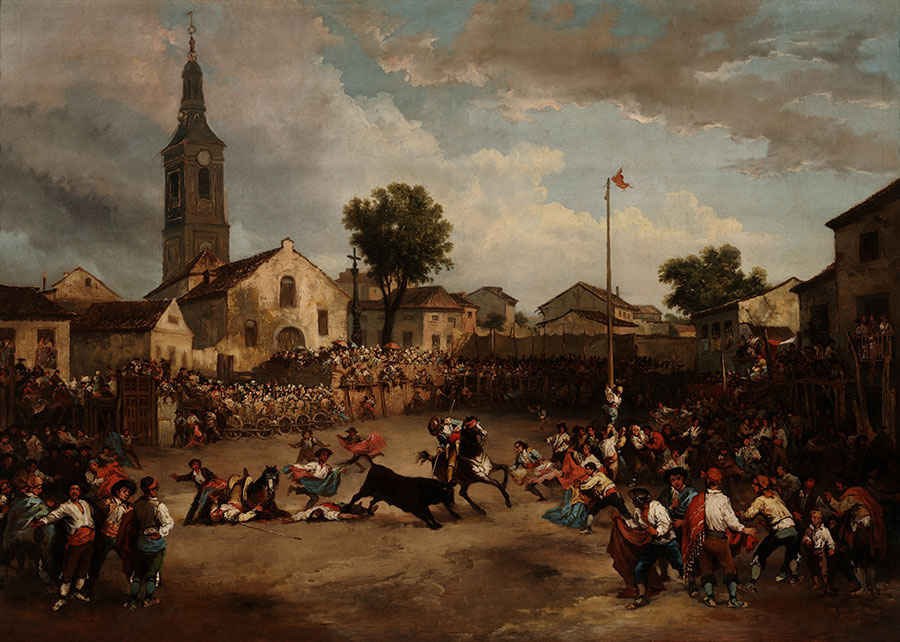
Большая коррида